# تيد أستروم
تيد أستروم (بالسويدية: Ted Åström)‏ هو موسيقي وممثل سويدي، ولد في 28 مايو 1945 في ستوكهولم في السويد.

## وصلات خارجية
- تيد أستروم على موقع IMDb (الإنجليزية)
- تيد أستروم على موقع روتن توميتوز (الإنجليزية)
- تيد أستروم على موقع ألو سيني (الفرنسية)
- تيد أستروم على موقع ميوزك برينز (الإنجليزية)
- تيد أستروم على موقع تيرنر كلاسيك موفيز (الإنجليزية)
- تيد أستروم على موقع قاعدة بيانات الأفلام السويدية (السويدية)
- تيد أستروم على موقع ديسكوغز (الإنجليزية)
- تيد أستروم على موقع قاعدة بيانات الفيلم (الإنجليزية)